# Рудня (Горецкий район)
Рудня (бел. Рудня) — деревня в составе Коптевского сельсовета Горецкого района Могилёвской области Республики Беларусь.

## Население
- 1999 год — 9 человек
- 2010 год — 2 человека